# Yokozeki Koichi
Koichi Yokozeki (sinh ngày 11 tháng 9 năm 1979) là một cầu thủ bóng đá người Nhật Bản.

## Sự nghiệp câu lạc bộ
Koichi Yokozeki đã từng chơi cho Ventforet Kofu.